# Saxònia-Eisenach

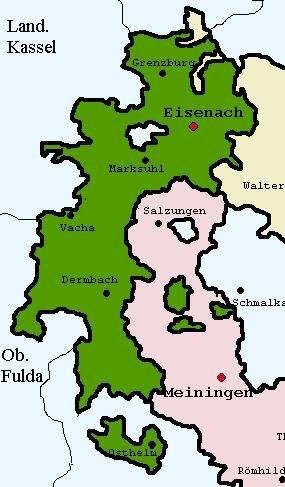
Mapa mostrant els territoris dominats per Saxònia-Eisenach (en verd)

Saxònia-Eisenach era un antic ducat d'Alemanya situat en l'actual estat de Turíngia, pertanyent als anomenats Ducats Ernestins, ja que eren governats per ducs de la línia Ernestina de la casa saxona dels Wettin. El ducat de Saxònia-Eisenach es constitueix com a principat independent el 1572 per la Divisió d'Erfurt en favor del fill petit de Joan Frederic II, Joan Ernest II.
El ducat es va incorporar el 1638 al de Saxònia-Weimar, i és reconstituït el 1641 en favor d'Albert, germà menor de Guillem el Gran. El 1644 passa al fill de Guillem, Adolf Guillem. El novembre de 1668 mor Adolf Guillem, havent vist morir els seus quatre fills a molt curta edat. No obstant això, la seva esposa Isabel de Braunschweig-Wolfenbüttel esperava un cinquè fill que neix 8 dies després de la mort del pare, però tampoc aconsegueix arribar als dos anys. El febrer de 1671 mor l'hereu de Saxònia-Eisenach. El seu oncle, Joan Jordi de Saxònia-Marksuhl, es fa càrrec del ducat i la línia Saxònia-Marksuhl passa a ser la governant en Saxònia-Eisenach fins al 1741, quan s'unifica amb Saxònia-Weimar en el Ducat de Saxònia-Weimar-Eisenach, que el 1815 es converteix en Gran Ducat.

## Ducs de Saxònia-Eisenach
- Joan Ernest II (1572-1638)
- Albert (1641-1644)
- Adolf Guillem (1644-1668)
- Guillem August (1668-1671)
- Joan Jordi I (1671-1686)
- Joan Jordi II (1686-1698)
- Joan Guillem (1698-1729)
- Guillem Enric (1729-1741)

El ducat passa a ser de Saxònia-Weimar-Eisenach